# Communauté de communes des Vallées du Haut-Anjou
La communauté de communes des Vallées du Haut-Anjou est une communauté de communes française située dans le département de Maine-et-Loire et la région Pays de la Loire.
Elle se situe dans la région du Segréen et fait partie du syndicat mixte Pôle d'équilibre territorial et rural du Segréen.

## Historique
La communauté de communes des Vallées du Haut-Anjou est, comme l'avait envisagé le schéma départemental de coopération intercommunale de Maine-et-Loire approuvé le 22 janvier 2016 par la commission départementale de coopération intercommunale, issue de la fusion de trois communautés de communes : les communautés de communes du Haut-Anjou, de Ouest-Anjou et de la région du Lion d'Angers. Cette fusion est effective le 1er janvier 2017.
Le 15 décembre 2016, les 7 communes de Brissarthe, Champigné, Cherré, Contigné, Marigné, Querré et Sœurdres constituent la commune nouvelle des Hauts d'Anjou.
Le 1er janvier 2019, la commune de Châteauneuf-sur-Sarthe rejoint la commune nouvelle des Hauts d'Anjou.
Le 1er janvier 2024, la commune de Saint-Sigismond rejoint la commune nouvelle d'Ingrandes-le-Fresne-sur-Loire et intègre la communauté de communes du Pays d'Ancenis.

## Territoire communautaire

### Géographie
Située au nord-ouest  du département de Maine-et-Loire, dans la partie orientale du Segréen, la communauté de communes des Vallées du Haut-Anjou regroupe 16 communes et présente une superficie de 648 km2.

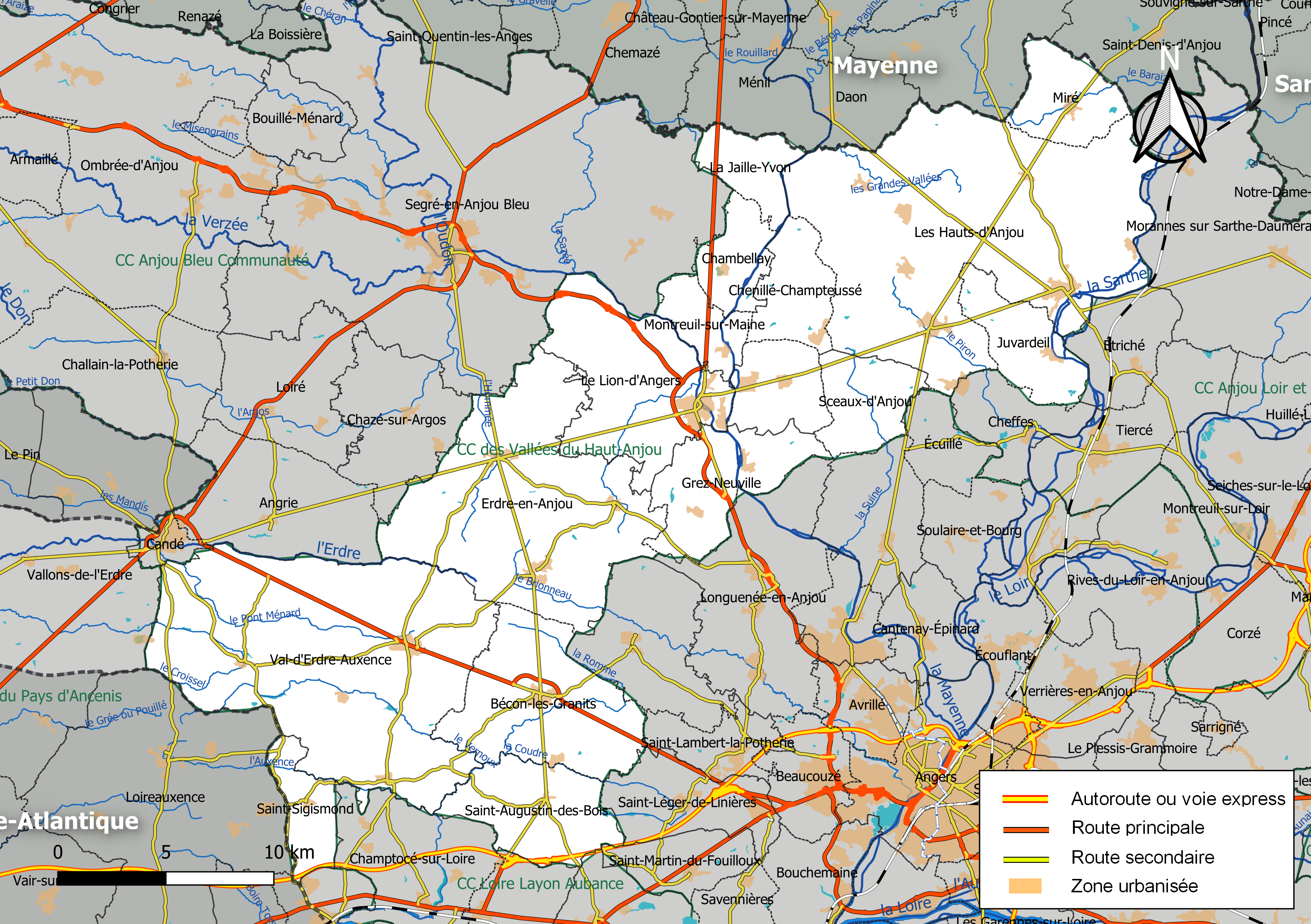
Carte de la communauté de communes des Vallées du Haut-Anjou au 1er janvier 2019.

### Composition

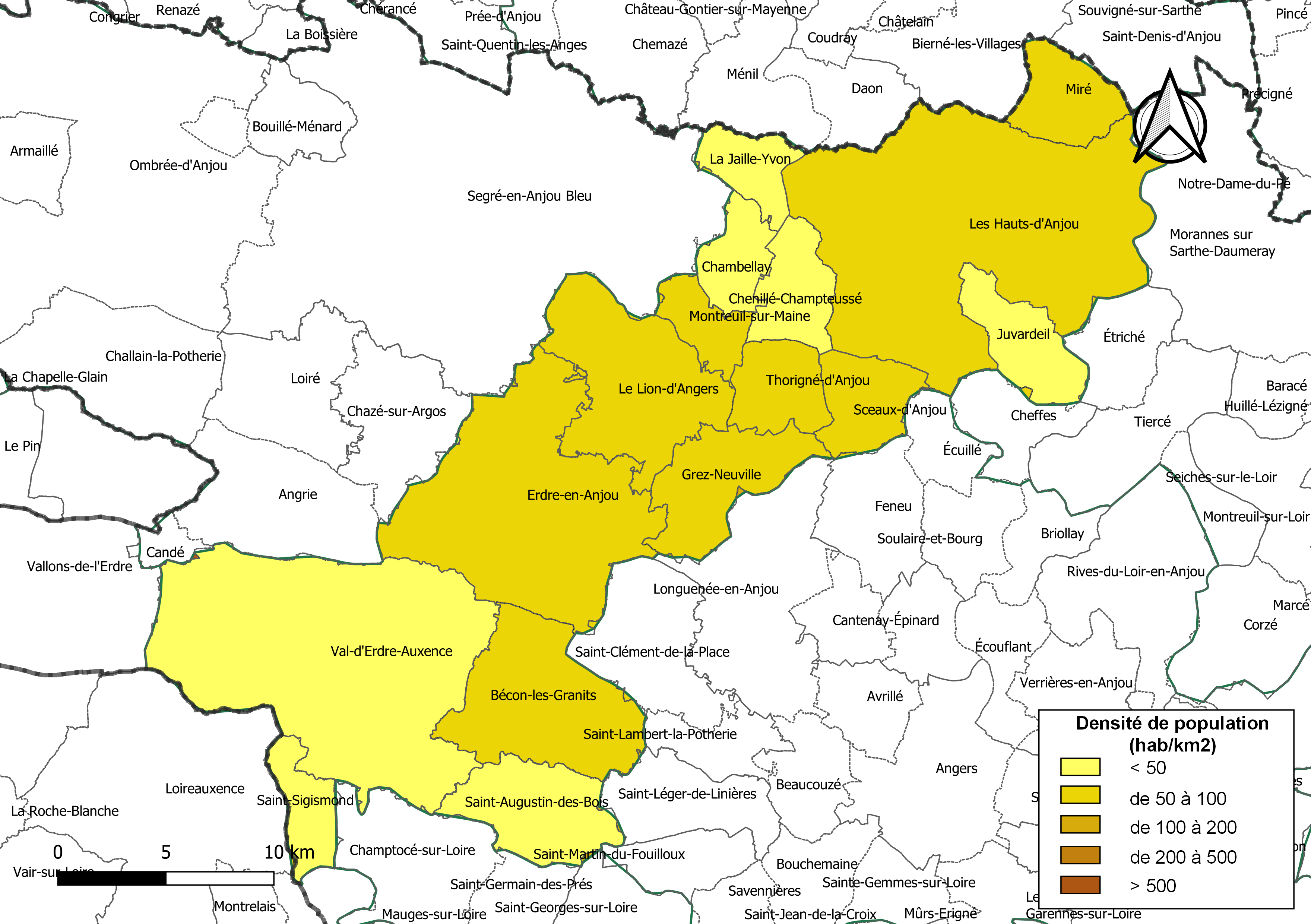
Carte des densités de population (millésimée 2016) des communes de la communauté de communes des Vallées du Haut-Anjou. Composition en communes au 1er janvier 2019.

La communauté de communes est composée des 15 communes suivantes :

| Nom                      | Code Insee | Gentilé           | Superficie (km2) | Population (dernière pop. légale) | Densité (hab./km2) |
| ------------------------ | ---------- | ----------------- | ---------------- | --------------------------------- | ------------------ |
| Le Lion-d'Angers (siège) | 49176      | Lionnais          | 47,74            | 5 343 (2022)                      | 112                |
| Bécon-les-Granits        | 49026      | Béconnais         | 46,17            | 2 781 (2022)                      | 60                 |
| Chambellay               | 49064      | Cambolitains      | 12,86            | 409 (2022)                        | 32                 |
| Chenillé-Champteussé     | 49067      |                   | 16,78            | 341 (2022)                        | 20                 |
| Erdre-en-Anjou           | 49367      |                   | 89,94            | 5 784 (2022)                      | 64                 |
| Grez-Neuville            | 49155      | Grez-Neuvillois   | 26,9             | 1 437 (2022)                      | 53                 |
| Les Hauts-d'Anjou        | 49080      |                   | 143,36           | 8 712 (2022)                      | 61                 |
| La Jaille-Yvon           | 49161      | Jaonnais          | 12,55            | 343 (2022)                        | 27                 |
| Juvardeil                | 49170      | Juvardeillais     | 18,95            | 828 (2022)                        | 44                 |
| Miré                     | 49205      | Miréens           | 17,73            | 1 050 (2022)                      | 59                 |
| Montreuil-sur-Maine      | 49217      | Montreuillais     | 11,13            | 792 (2022)                        | 71                 |
| Saint-Augustin-des-Bois  | 49266      | Saint-Augustinois | 27,28            | 1 283 (2022)                      | 47                 |
| Sceaux-d'Anjou           | 49330      | Salciens          | 17,18            | 1 161 (2022)                      | 68                 |
| Thorigné-d'Anjou         | 49344      | Thorignéens       | 16,45            | 1 238 (2022)                      | 75                 |
| Val d'Erdre-Auxence      | 49183      |                   | 130,24           | 4 967 (2022)                      | 38                 |

### Démographie
Les données suivantes correspondent à un périmètre comprenant la commune  de Saint-Sigismend.
| 1968   | 1975   | 1982   | 1990   | 1999   | 2009   | 2014   | 2020   |
| ------ | ------ | ------ | ------ | ------ | ------ | ------ | ------ |
| 22 020 | 21 689 | 24 279 | 25 516 | 26 830 | 32 957 | 35 488 | 36 542 |

## Administration

### Siège
Le siège de la communauté de communes est situé au Lion d'Angers.

### Les élus
Le conseil communautaire de la CC des Vallées du Haut-Anjou se compose de 51 délégués représentant chacune des communes membres et élus pour une durée de six ans.
Ils sont répartis comme suit :
| Nombre de délégués | Communes                                                                                             |
| ------------------ | --- |
| 1 (+ 1 suppléant)  | Chambellay, La Jaille-Yvon, Juvardeil, Montreuil-sur-Maine                                           |
| 2                  | Chenillé-Champteussé, Grez-Neuville, Miré, Saint-Augustin-des-Bois, Sceaux-d'Anjou, Thorigné-d'Anjou |
| 4                  | Bécon-les-Granits                                                                                    |
| 6                  | Le Lion-d'Angers, Val d'Erdre-Auxence                                                                |
| 7                  | Erdre-en-Anjou                                                                                       |
| 11                 | Les Hauts-d'Anjou                                                                                    |

### Présidence
| Période      | Période  | Identité       | Étiquette | Qualité                |
| ------------ | -------- | -------------- | --------- | ---------------------- |
| janvier 2017 | en cours | Étienne Glémot | LR        | Maire du Lion-d'Angers |

### Compétences
Nombre de compétences exercées en 2017 : 29.
- Les compétences obligatoires sont :

- l'aménagement de l'espace,
- le développement économique,
- la gestion des milieux aquatiques et prévention des inondations,
- les aires d'accueil des gens du voyage,
- l'élimination et la valorisation des déchets des ménages et des déchets assimilés.
- Les compétences facultatives sont :

- la protection et la mise en valeur de l'environnement et soutien aux actions de maîtrise de la demande d'énergie,
- la politique du logement et du cadre de vie,
- la gestion des milieux aquatiques,
- la création, l'aménagement et l'entretien de la voirie d'intérêt communautaire,
- la construction, l'entretien, le fonctionnement d'équipements culturels et sportifs et d'équipements de l'enseignement pré-élémentaire et élémentaire d'intérêt communautaire,
- l'action sociale d'intérêt communautaire,
- l'assainissement non collectif,
- la création et la gestion de maison de services au public.
- Les compétences complémentaires sont :

- l'aménagement numérique,
- la sécurité.

### Régime fiscal et budget
Le régime fiscal de la communauté de communes est la fiscalité professionnelle unique (FPU).